# Rickenbacker 4001

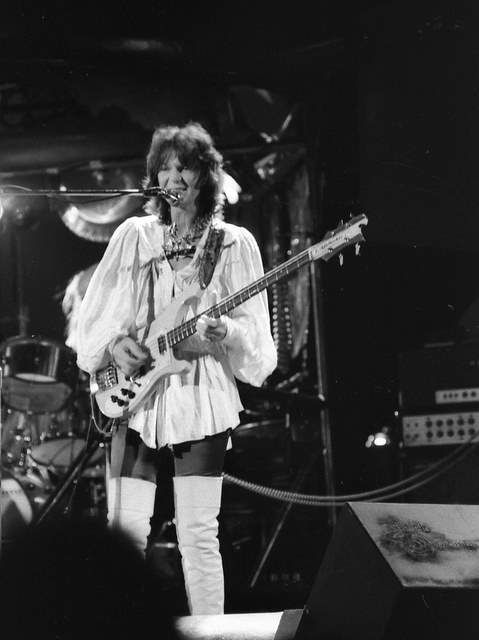
Chris Squire w 1973 z Rickenbackerem 4001

Rickenbacker 4001 – gitara basowa wyprodukowana przez firmę Rickenbacker jako następca modelu 4000. Produkowany od 1961 do 1981, kiedy to został zastąpiony przez model 4003. Była to gitara Paula McCartneya, której używał od 1965 roku, kiedy dostał ją po koncercie w Hollywood Bowl, rezygnując jednocześnie z Höfnera 500/1. Używali jej także m.in. Chris Squire, Lemmy Kilmister, Geddy Lee i Cliff Burton.